# Ilamatlán
Ilamatlán es un pueblo y cabecera del municipio de Ilamatlán ubicado en la región de la Huasteca Baja del estado mexicano de Veracruz.

## Geografía
La localidad de Ilamatlán se sitúa en las coordenadas geográficas 20°46′48″N 98°26′36″O / 20.780000, -98.443333, a una elevación de 1,158 metros sobre el nivel del mar.

## Demografía
Según el Conteo de Población y Vivienda 2020, efectuado por el Instituto Nacional de Estadística y Geografía, la localidad de Ilamatlán tiene 528 habitantes, de los cuales 289 son del sexo masculino y 334 del sexo femenino. La tasa de fecundidad es de 2.62 hijos por mujer y tiene 215 viviendas particulares habitadas.
| Gráfica de evolución demográfica de Ilamatlán entre 1900 y 2020 |
|                                                                 |
| INEGI.                                                          |